# Паневежис
Паневежѝс (на литовски Panevėžys; на полски: Poniewież; немски: Ponewiesch) е град в Северна Литва.
Административен център е на Паневежки окръг, както и на районната Паневежка община, без да е част от нея. Самият град е обособен в самостоятелна община с площ 52 км2.

## География
Градът е столица на етнографската област Аукщайтия. Разположен е на река Невежис, на почти еднакво разстояние от Вилнюс (142 km) и Рига (155 km). Паневежис е град със стратегическо географско положение. През територията му минава Виа Балтика, която го свързва със Скандинавия на север и Централна и Западна Европа на юг.

## История
За пръв път градът се споменава през 1503 година в документ на великия княз Александрас Йогайлайтис. Получил градски прав през 1792 година.

## Население
Има около 112 000 жители, с което се нарежда на 5-о място по население в Литва, и 7-о в балтийските страни. Етническите литовци населяващи града наброяват 113 500 души. Паневежис е сред последните, приели християнството в Европа.
Демографско развитие:

## Спорт
- ФК Паневежис

## Известни личности
Родени в Паневежис
- Гедра Радвилавичуйте (р. 1960), писателка
- Гинтаутас Палуцкас (р. 1979), политик
- Ромас Убартас (р. 1960), лекоатлет
- Витаутас Черняускас (р. 1989), футболист

## Побратимявания
Паневежис е побратимен с:
- Габрово, България
- Даугавпилс, Латвия
- Калининград, Русия
- Калмар, Швеция
- Колдинг (Kolding), Дания
- Люблин, Полша
- Люнен, Германия
- Митишчи (Мытищи), Русия
- Раквере, Естония

## Фотогалерия
- Символът на Паневежис
- Катедрала
- Цидо арена